# Pere Artau (músic)
Pere Artau va regir el magisteri de l'orgue de la catedral de Girona entre els anys 1437 i 1438.